# Mavrovo nationalpark
Mavrovo nationalpark (makedonska: Национален Парк Маврово, Nacionalen Park Mavrovo) är en nationalpark i Nordmakedonien. Den ligger i kommunen Mavrovo i Rostuša, i den västra delen av landet, 70 kilometer sydväst om huvudstaden Skopje.